# Dylan Magnien
Dylan Magnien (* 13. Mai 1995) ist ein französischer Triathlet und amtierender Vize-Weltmeister Triathlon Langdistanz. Er wird in der Bestenliste französischer Triathleten auf der Ironman-Distanz geführt.

## Werdegang
Dylan Magnien kam 2010 zum Triathlon. Er wurde 2013 Dritter bei der französischen Junioren-Staatsmeisterschaft auf der Sprintdistanz (750 m Schwimmen, 20 km Radfahren und 5 km Laufen) und 2018 wurde er in der Altersklasse U23 auf Ibiza Dritter bei der Aquathlon Europameisterschaft.
Magnien wurde 2019 Dritter bei der französischen Meisterschaft auf der Triathlon-Mitteldistanz und er konnte das 2020 wiederholen.
2021 wurde er im September auf der Mitteldistanz Zweiter im Ironman 70.3 Nizza – hinter dem Norweger Casper Stornes.
2024 wurde er im August in Australien Vierter bei der ITU-Weltmeisterschaft auf der Triathlon-Langdistanz.

### Vize-Weltmeister Triathlon Langdistanz 2025
Der 30-Jährige gewann im Mai 2025 den Ironman Lanzarote (3,86 km Schwimmen, 180,2 km Radfahren und 42,195 km Laufen) und wurde im Juni in Spanien ITU-Vize-Weltmeister auf der Triathlon Langdistanz.
Dylan Magnien lebt an der Mittelmeerküste (Côte d’Azur) im Département Var in Frejus und wird trainiert von Thomas André.

## Sportliche Erfolge
| Datum/Jahr   | Platz | Wettbewerb                                      | Austragungsort | Zeit     | Bemerkung |
| ------------ | ----- | ----------------------------------------------- | -------------- | -------- | --- |
| 1. Juni 2013 | 3     | FRA Triathlon National Championships Junior Men | Frankreich     | 00:59:20 | Französische Junioren-Staatsmeisterschaft auf der Sprintdistanz (750 m Schwimmen, 20 km Radfahren und 5 km Laufen) |

| Datum/Jahr    | Platz | Wettbewerb                                           | Austragungsort        | Zeit     | Bemerkung                                                                        |
| ------------- | ----- | ---------------------------------------------------- | --------------------- | -------- | -------------------------------------------------------------------------------- |
| 29. Juni 2025 | 2     | ITU Long Distance Triathlon World Championships      | Pontevedra            | 05:40:52 | ITU-Vize-Weltmeister auf der Triathlon Langdistanz                               |
| 1. Juni 2025  | 2     | Ironman 70.3 Tours Métropole                         | Frankreich            | 03:38:25 |                                                                                  |
| 17. Mai 2025  | 1     | Ironman Lanzarote                                    | Puerto del Carmen     | 08:27:57 | [ 2 ]                                                                            |
| 6. Okt. 2024  | 3     | Ironman Barcelona                                    | Calella               | 07:32:40 | persönliche Bestzeit auf der Ironman-Distanz                                     |
| 25. Aug. 2024 | 4     | ITU Long Distance Triathlon World Championships      | Townsville            | 05:11:28 | Weltmeisterschaft Triathlon Langdistanz; hinter dem Spanier Antonio Benito López |
| 10. Sep. 2023 | 5     | Ironman World Championship                           | Nizza                 | 08:34:11 |                                                                                  |
| 18. Juni 2023 | 6     | Ironman Austria                                      | Klagenfurt            | 08:14:20 | [ 4 ]                                                                            |
| 20. Aug. 2022 | 3     | Ironman 70.3 Vichy                                   | Vichy                 | 03:24:41 | hinter Arnaud Guilloux; Austragung ohne die Schwimmdistanz                       |
| 12. Sep. 2021 | 2     | Ironman 70.3 Nizza                                   | Nizza                 |          |                                                                                  |
| 27. Sep. 2020 | 3     | FRA Middle Distance Triathlon National Championships | Frankreich            | 04:30:26 | Staatsmeisterschaft auf der Mitteldistanz                                        |
| 29. Sep. 2019 | 2     | Ironman 70.3 Cascais                                 | Cascais               |          |                                                                                  |
| 25. Aug. 2019 | 3     | FRA Middle Distance Triathlon National Championships | Villefranche-de-Panat | 04:15:37 | Staatsmeisterschaft auf der Mitteldistanz                                        |

| Datum/Jahr    | Platz | Wettbewerb                              | Austragungsort | Zeit     | Bemerkung                          |
| ------------- | ----- | --------------------------------------- | -------------- | -------- | ---------------------------------- |
| 24. Okt. 2018 | 3     | ETU Aquathlon European Championship U23 | Ibiza          | 00:28:54 | hinter dem Briten Samuel Dickinson |

(DNF – Did Not Finish)